# 優ひかり
優 ひかり（ゆう ひかり、6月22日 - ）は、日本の女優。

## 来歴・人物
1975年、61期生として宝塚歌劇団に入団。月組公演『春の宝塚踊り／ラムール・ア・パリ』で初舞台を踏む。同期に朝香じゅん、箙かおる、若葉ひろみ、一原けい、桐さと実らがいる。宝塚入団時の成績は46人中9位。
1976年4月28日、雪組配属。その後、月組に組替えをした。
1982年7月31日、『あしびきの山の雫に/ジョリー・シャポー』の東京公演を最後に退団。同年、劇団四季に入団。その後も舞台、テレビドラマ、映画で活躍する傍ら、2008年、レッスンスタジオを開設し、後進の指導にも当たっている。

## 出演作品

### 宝塚時代の舞台作品
- 長靴をはいた猫（1976年・月組）- 知恵の仙女（本役・潮はるか）
- 星影の人（1976年・雪組）- おみよ（本役・東千晃）、亜紀（東京公演、本役・四季乃花恵）
- 鶯歌春（1977年・雪組）- 李鶯蓮（本役・東千晃）
- あかねさす紫の花（1977年・雪組）- 額田女王（本役・東千晃）、十市皇女
- 風と共に去りぬ（1978年・雪組）- キャリーン
- 丘の上のジョニー（1978年・雪組）- スージー（本役・東千晃）
- ヴェロニック（1978年・雪組）- エレーヌ
- 春風の招待（1979年・雪組）- ロロ（本役・瀬戸千尋）
- 春愁の記（1979年・月組）- 楓（本役・小松美保）
- バレンシアの熱い花（1979年・月組）- マルガリータ
- アンジェリク（1980年・月組）- アンジェリク（本役・小松美保）、マリア・テレジア
- スリナガルの黒水仙（1980年・月組）- カンチ（本役・舞小雪）
- 白鳥の道を越えて（1981年6月-8月、宝塚大劇場・月組）- ミランダ
- 新源氏物語（1981年・月組）- 雲井の雁
- あしびきの山の雫に（1982年・月組）- 鸕野讚良（本役・条はるき）、十市皇女

### テレビドラマ
- 新大江戸捜査網 第21話「深川隠れ宿無頼帖」（1984年、テレビ東京） - おゆう
- 大岡越前 第9部 第25話「怨みを買った男」（1985年、TBS）- おやす
- はっさい先生（1987年、NHK）- 芸者ポン太
- 暴れん坊将軍III 第16話「三つ葉葵は地獄の紋章!?」（1988年、テレビ朝日）- おとき
- 長七郎江戸日記（第3シリーズ） 第25話「ふたりの女」（1991年、日本テレビ）- おふみ

### 映画
- あいつとララバイ（実写映画版）（1983年）
- ザ・オーディション（1984年）